# Allopsylla alloides
Allopsylla alloides är en loppart som först beskrevs av Smit 1977.  Allopsylla alloides ingår i släktet Allopsylla och familjen fladdermusloppor. Inga underarter finns listade i Catalogue of Life.